# Maria Barbara Tosatti
Maria Beatrice Tosatti o Beatrice Maria Tosatti (San Felice sul Panaro, 3 settembre 1891 – Roma, 3 settembre 1934) è stata una poetessa italiana.

## Biografia
Tosatti nacque nell'ultimo decennio del XIX secolo in provincia di Modena.  Ebbe un'istruzione comune in una scuola cattolica, ma in parallelo studiò da autodidatta  la letteratura italiana e francese, nonché il latino e il greco, con sufficiente padronanza da poter leggere in lingua originale opere di Virgilio e Saffo. Si ispirò in particolare alla poetica di Ugo Foscolo e di Giacomo Leopardi.
Iniziò a scrivere poesie nel 1914, ma solo nel 1928 pubblicò i suoi primi versi in Nuova Antologia.  Nel 1932 raccolse i suoi scritti poetici in Canti e preghiere, che «le valse subito l'attenzione della critica».
Queste poesie sarebbero state ripubblicate nel 1939, postume, insieme a materiale inedito.

## Poetica
La poesia di Tosatti è di ispirazione religiosa, improntata a un dialogo tra sé stessa e Dio su temi quali la sofferenza, il sacrificio, la caducità della giovinezza e il rimpianto.  A livello stilistico riprende il modello di Giacomo Leopardi, pur stemperato con suggestioni di Pascoli e del proprio stile che spazia dal recitativo all'evocativo.

## Raccolte poetiche
- Canti e preghiere (1932)
- Canti e preghiere. Liriche, pensieri, lettere (1939)